# メス (刃物)

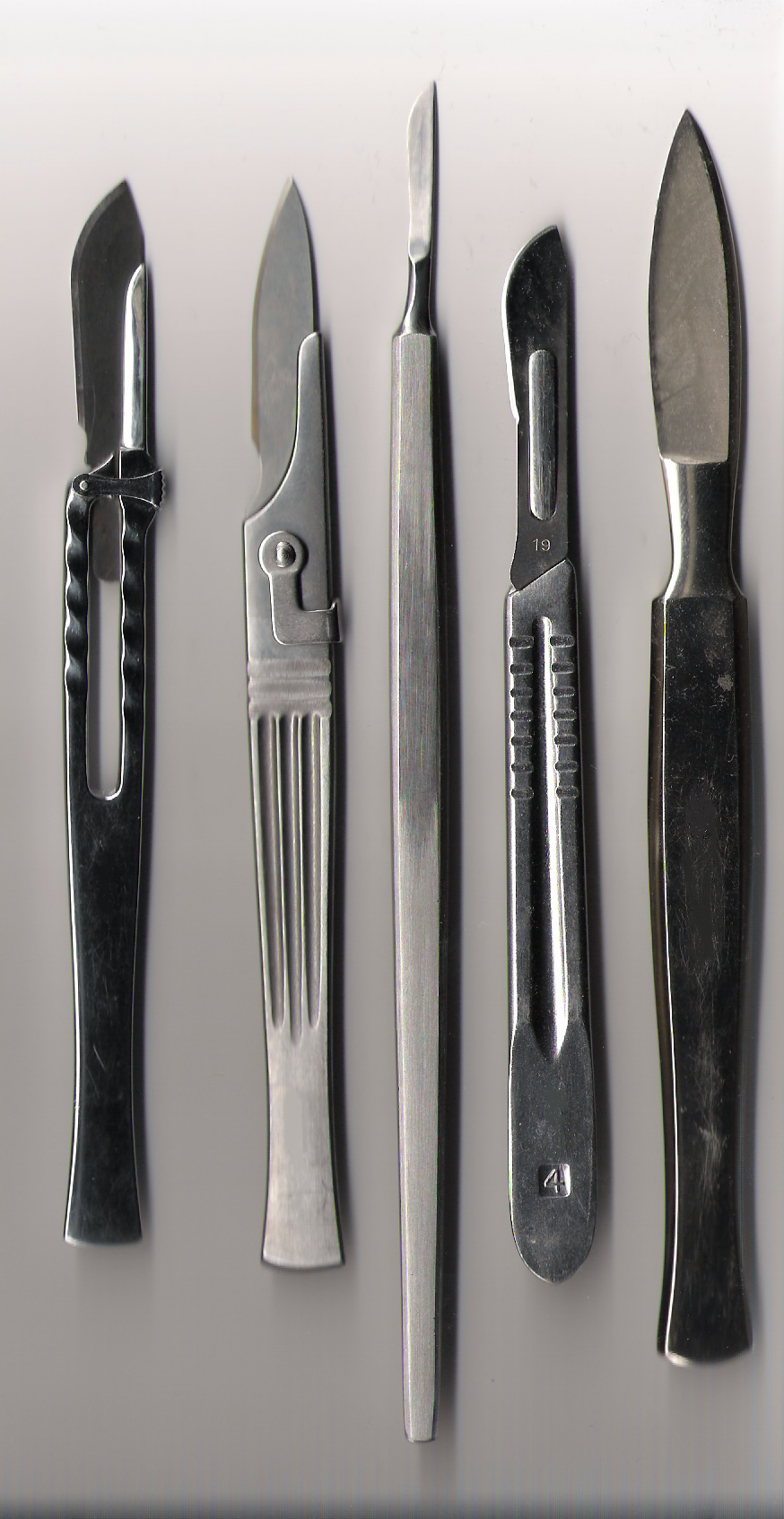
各種メス

メスは、外科手術や解剖に用いられる極めて鋭利な刃物である。オランダ語の mes（ナイフの意）に由来する。「メス」という語は日本独自のものであり、西欧各国語では英語でいうところのスカルペル（scalpel）、またはランセット（lancet）に相当する語でこれを示す。

## 構造
固定した刃を持つものもあれば、柄（ハンドル）に着脱可能で使い捨てである刃を持つものもある。刃は、手がわずかに触れただけでも皮膚が切れてしまうほど鋭利である。刃には、生体の組織を切る際細かい操作がしやすいように緩やかなカーブがつけてある。
柄は扁平で、パン切りナイフに似ている。僅かに波状になっているだけで、清掃や滅菌がしやすい構造である。

## 使い捨てメス
現在の先進国では衛生上の理由から使い捨て式が主流になっている。使い捨てにも刃先だけ付け替えるタイプと柄まで含めた全体を使い捨てするタイプがある。プリオンなどの消毒することが困難な病原体への対応として、イギリスなどでは使い捨てメスの使用が義務化されている。
しかしながら、発展途上国では未だ一回ごとに使い捨てにする経済的工業的な余裕が無いため、旧来からのメスを研いで使用している。
メスを研いで消毒するという作業は意外と手間のかかる作業である。昭和初期まで大病院には研磨室という道具の手入れを行う工房があり、注射針やメスを研いで消毒するための研磨職人が常駐していた。現在の日本の病院では器具の用時滅菌（使う際にオートクレーブ等で滅菌すること）や使い捨てが一般化し、研磨作業は行われていない。

## 持ち方
メスの持ち方にはいくつか種類がある。
- 鉛筆式グリップ（ペンホールダー）
- 指先グリップ（ツイーティング）
- 手のひらグリップ（シェイクハンド）

## 格言
「メス持ち十年」という格言が、日本国内においては外科医と麻酔科医の間で伝わる。

## メス納め
年末にいわゆる仕事納めとして、手術室で「メス納め」という神式の儀式を行う施設がある。

## 古代のメス
古代エジプト人はエンバーミングの際、ガラス状の火成岩である黒曜石を鋭利に加工してメスとして用いた。アーユルヴェーダには鋭い竹を鋭く裂いて用いたことが書いてある。